# Poughkeepsie (Town)
Poughkeepsie ist ein Ort im Dutchess County in New York, Vereinigte Staaten. 
Das U.S. Census Bureau ermittelte bei der Volkszählung 2020 eine Einwohnerzahl von 45.471.
Der Name der Town und der gleichnamigen City ist vom indianischen Ausdruck Uppu-qui-ipis-in abgeleitet, was in etwa „reetgedeckte Hütte am Wasser“ bedeutet. Mit dem Vassar College Observatory und dem Main Building des Colleges sowie der Wappingers Falls Village Hall und dem U.S. Post Office Hyde Park verfügt die Stadt über mehrere in das National Register of Historic Places eingetragene historische Objekte. Im Stadtgebiet befindet sich eine Niederlassung von IBM, die sich mit der Entwicklung und Produktion von Großrechnern beschäftigt.

## Geographie
Nach den Angaben des United States Census Bureaus hat die Town eine Fläche von 80,8 km², wovon 74,5 km² auf Land und 6,3 km² (= 7,79 %) auf Gewässer entfallen. Sie liegt im Westen des Dutchess Countys am Hudson River, der die Grenze zum Ulster County bildet, neben der City of Poughkeepsie. U.S. Highway 9, U.S. Highway 44 und New York State Route 55 führen durch das Stadtgebiet.

## Geschichte
Die Stadt wurde um 1780 erstmals besiedelt und 1788 formell gegründet, als das County allgemein in Towns gegliedert wurde. 1854 wurde der westliche Teil der Town of Poughkeepsie, zum damaligen Zeitpunkt bereits eine unabhängige Village, zur City of Poughkeepsie erhoben.

## Demographie
Zum Zeitpunkt des United States Census 2000 bewohnten 42.777 Personen die Stadt. Die Bevölkerungsdichte betrug 574,3 Personen pro km². Es gab 15.132 Wohneinheiten, durchschnittlich 203,1 pro km². Die Bevölkerung von Poughkeepsie bestand zu 83,01 % aus Weißen, 8,07 % Schwarzen oder African American, 0,14 % Native American, 5,13 % Asian, 0,02 % Pacific Islander, 1,62 % gaben an, anderen Rassen anzugehören und 2,00 % nannten zwei oder mehr Rassen. 5,27 % der Bevölkerung erklärten, Hispanos oder Latinos jeglicher Rasse zu sein.
Die Bewohner der Town of Poughkeepsie verteilten sich auf 14.605 Haushalte, von denen in 32,9 % Kinder unter 18 Jahren lebten. 55,8 % der Haushalte stellten Verheiratete, 9,6 % hatten einen weiblichen Haushaltsvorstand ohne Ehemann und 30,7 % bildeten keine Familien. 25,0 % der Haushalte bestanden aus Einzelpersonen und in 9,6 % aller Haushalte lebte jemand im Alter von 65 Jahren oder mehr alleine. Die durchschnittliche Haushaltsgröße betrug 2,57 und die durchschnittliche Familiengröße 3,10 Personen.
Die Townbevölkerung verteilte sich auf 22,6 % Minderjährige, 16,9 % 18–24-Jährige, 26,4 % 25–44-Jährige, 21,3 % 45–64-Jährige und 12,9 % im Alter von 65 Jahren oder mehr. Das Durchschnittsalter betrug 35 Jahre. Auf jeweils 100 Frauen entfielen 91,8 Männer. Bei den über 18-Jährigen entfielen auf 100 Frauen 88,3 Männer.
Das mittlere Haushaltseinkommen in der Town betrug 55.327 US-Dollar und das mittlere Familieneinkommen erreichte die Höhe von 65.258 US-Dollar. Das Durchschnittseinkommen der Männer betrug 46.701 US-Dollar, gegenüber 31.005 US-Dollar bei den Frauen. Das Pro-Kopf-Einkommen in Poughkeepsie war 23.589 US-Dollar. 5,7 % der Bevölkerung und 3,3 % der Familien hatten ein Einkommen unterhalb der Armutsgrenze, davon waren 5,6 % der Minderjährigen und 5,0 % der Altersgruppe 65 Jahre und mehr betroffen.

## Siedlungen und andere Örtlichkeiten innerhalb der Town of Poughkeepsie
- Arlington ist ein Census-designated place und Vorort der City of Poughkeepsie. Arlington liegt östlich der Grenze zwischen City und Town of Poughkeepsie.
- Barnegat ist ein Ort im südwestlichen Teil der Town
- Colonial Heights ist ein Weiler westlich von Rochdale.
- Clark Heights ist ein Ort an der nordöstlichen Stadtgrenze.
- Crown Heights ist ein Hamlet im Westen der Town of Poughkeepsie.
- Fairview ist eine Siedlung im Norden der Town of Poughkeepsie, der an der nördlichen Stadtgrenze der City of Poughkeepsie liegt.
- Macdonnell Heights ist ein Weiler südwestlich von Rochdale.
- New Hamburg ist ein kleiner Weiler am Hudson River mit einer Marina und einer stark frequentierten Bahnstation. Er grenzt an Wappingers Falls und liegt im äußersten Südwesten des Stadtgebietes.
- City of Poughkeepsie wird vom Town-Gebiet halbmondförmig umgeben, gehört aber nicht zum Towngebiet.
- Red Oaks Mill ist ein Vorort der City of Poughkeepsie, südöstlich der City, der im Osten an Spackenkill grenzt. New York State Route 113 und New York State Route 376 führen durch diesen Ortsteil.
- Rochdale ist ein Weiler an der östlichen Stadtgrenze, der zwischen Arlington und der Grenze zu Pleasant Valley liegt.
- Rudco war vor dem Zweiten Weltkrieg nur eine Parzelle Farmland, die 1942 von IBM gekauft und dann ausgebaut wurde.
- Spackenkill liegt südlich der City of Poughkeepsie. Ein Fertigungsbetrieb von IBM liegt innerhalb dieses Stadtteils.
- Wappingers Falls ist ein Village, das jedoch nur teilweise im südlichen Stadtgebiet liegt und dessen Rest zur Stadt Wappinger gehört.
- Van Keurens umfasst großteils einen Steinbruch.

## Schulen
In der Stadt befinden sich mit dem Vassar College, dem Dutchess Community College und dem Marist College drei Colleges.
Die Our Lady of Lourdes High School ist eine private katholische Highschool und die Poughkeepsie Day School ist eine unabhängige Tagesschule für Kinder ab drei Jahren bis zur 12. Klasse. Diese beiden Einrichtungen befinden sich jeweils in früheren Gebäuden von IBM an der Boardman Road. Eine weitere Highschool ist die Spackenkill High School.
Auf das Stadtgebiet entfallen verschiedene Schulbezirke, etwa die Schulbezirke Arlington, Wappingers Falls, Hyde Park oder Spackenhill, die teilweise auch Teilgebiete benachbarter Towns betreffen.

## Söhne und Töchter der Stadt
- Hayes Greenfield (* 1957), Jazzmusiker und Filmkomponist